# Антикодон
Антикодо́н — триплет (тринуклеотид), участок в транспортной рибонуклеиновой кислоте (т-РНК), который в процессе трансляции спаривается с кодоном матричной РНК (мРНК, иногда называется информационной, и-РНК) и обеспечивает включение соответствующего аминокислотного остатка в белок. Так как каждая транспортная РНК предназначена для связывания только одной конкретной аминокислоты, то в ней имеется только один соответствующий антикодон. Однако соответствие между кодоном и антикодоном не всегда однозначное: в то время как третий и второй нуклеотиды антикодона всегда строго комплементарны первому и второму нуклеотидам кодона, первый нуклеотид антикодона может связываться с разными нуклеотидами кодона. Например, урацил, находящийся в антикодоне на первой позиции, может связываться либо с аденином, либо с гуанином.